# Championnat de l'Acre de football
 (avril 2023).
Le Championnat de l'Acre (en portugais : Campeonato Acriano) est une compétition brésilienne de football se tenant dans l'État de l'Acre et organisée par la fédération de l'Acre de football. C'est l'un des championnats des États brésiliens les plus récents, le football professionnel a seulement été adopté en 1989.

## Organisation
L'organisation de la Première division est composée de trois phases :
- Première phase :
  - Les clubs sont répartis en deux groupes de 4 équipes.
  - Première partie de championnat standard, chaque équipe rencontre les équipes de sa poule une fois.
  - Les deux meilleures équipes des deux groupes s'affrontent en série éliminatoire.
- Deuxième phase :
  - Les clubs sont répartis en deux groupes de 4 équipes.
  - Première partie de championnat standard, chaque équipe rencontre les équipes de sa poule une fois.
  - Les deux meilleures équipes des deux groupes s'affrontent en série éliminatoire.
- Troisième phase (uniquement si nécessaire):
  - Match aller-retour entre les vainqueurs des première et deuxième phases.

Si un club remporte les deux premières phases, il est sacré champion. Sinon, la troisième phase détermine le champion. Comme pour les autres championnats d'État brésilien, les règles sont susceptibles d'être modifiées à chaque début de saison.

## Palmarès
| Année                       | Champion              |
| 1919                        | Rio Branco (1)        |
| 1921                        | Ypiranga (1)          |
| 1921                        | Rio Branco (2)        |
| Non joué entre 1922 et 1927 |                       |
| 1928                        | Rio Branco (3)        |
| 1929                        | Rio Branco (4)        |
| 1930                        | AA Militar (1)        |
| Non joué entre 1931 et 1934 |                       |
| 1935                        | Rio Branco (5)        |
| 1936                        | Rio Branco (6)        |
| 1937                        | Rio Branco (7)        |
| 1938                        | Rio Branco (8)        |
| 1939                        | Rio Branco (9)        |
| 1940                        | Rio Branco (10)       |
| 1941                        | Rio Branco (11)       |
| 1942                        | Duque de Caxias (1)   |
| 1943                        | Rio Branco (12)       |
| 1944                        | Rio Branco (13)       |
| 1945                        | Rio Branco (14)       |
| 1946                        | Rio Branco (15)       |
| 1947                        | Rio Branco (16)       |
| 1948                        | América (1)           |
| 1949                        | América (2)           |
| 1950                        | Rio Branco (17)       |
| 1951                        | Rio Branco (18)       |
| 1952                        | Atlético Acreano (1)  |
| 1953                        | Atlético Acreano (2)  |
| 1954                        | Independência (1)     |
| 1955                        | Rio Branco (19)       |
| 1956                        | Rio Branco (20)       |
| 1957                        | Rio Branco (21)       |
| 1958                        | Independência (2)     |
| 1959                        | Independência (3)     |
| 1960                        | Rio Branco (22)       |
| 1961                        | Rio Branco (23)       |
| 1962                        | Rio Branco (24)       |
| 1962                        | Atlético Acreano (3)  |
| 1963                        | Independência (4)     |
| 1964                        | Rio Branco (25)       |
| 1965                        | Vasco da Gama (1)     |
| 1966                        | Juventus (1)          |
| 1967                        | Grêmio Sampaio (1)    |
| 1968                        | Atlético Acreano (4)  |
| 1969                        | Juventus (2)          |
| 1970                        | Independência (5)     |
| 1971                        | Rio Branco (26)       |
| 1972                        | Independência (6)     |
| 1973                        | Rio Branco (27)       |
| 1974                        | Independência (7)     |
| 1975                        | Juventus (3)          |
| 1976                        | Juventus (4)          |
| 1977                        | Rio Branco (28)       |
| 1978                        | Juventus (5)          |
| 1979                        | Rio Branco (29)       |
| 1980                        | Juventus (6)          |
| 1981                        | Juventus (7)          |
| 1982                        | Juventus (8)          |
| 1983                        | Rio Branco (30)       |
| 1984                        | Juventus (9)          |
| 1985                        | Independência (8)     |
| 1986                        | Rio Branco (31)       |
| 1987                        | Atlético Acreano (5)  |
| 1988                        | Independência (9)     |
| 1989                        | Juventus (10)         |
| 1990                        | Juventus (11)         |
| 1991                        | Atlético Acreano (6)  |
| 1992                        | Rio Branco (32)       |
| 1993                        | Independência (10)    |
| 1994                        | Rio Branco (33)       |
| 1995                        | Juventus (12)         |
| 1996                        | Juventus (13)         |
| 1997                        | Rio Branco (34)       |
| 1998                        | Independência (11)    |
| 1999                        | Vasco da Gama (2)     |
| 2000                        | Rio Branco (35)       |
| 2001                        | Vasco da Gama (3)     |
| 2002                        | Rio Branco (36)       |
| 2003                        | Rio Branco (37)       |
| 2004                        | Rio Branco (38)       |
| 2005                        | Rio Branco (39)       |
| 2006                        | ADESG (1)             |
| 2007                        | Rio Branco (40)       |
| 2008                        | Rio Branco (41)       |
| 2009                        | Juventus (14)         |
| 2010                        | Rio Branco (42)       |
| 2011                        | Rio Branco (43)       |
| 2012                        | Rio Branco (44)       |
| 2013                        | Plácido de Castro (1) |
| 2014                        | Rio Branco (45)       |
| 2015                        | Rio Branco (46)       |
| 2016                        | Atlético Acreano (7)  |
| 2017                        | Atlético Acreano (8)  |
| 2018                        | Rio Branco (47)       |
| 2019                        | Atlético Acreano (9)  |
| 2020                        | Galvez (1)            |
| 2021                        | Rio Branco (48)       |
| 2022                        | Humaitá (1)           |
| 2023                        | Rio Branco (49)       |
| 2024                        | Independência (12)    |

## Bilan
| Club              | Titres | Années |
| ----------------- | ------ | --- |
| Rio Branco        | 49     | 1919, 1921, 1928, 1929, 1935, 1936, 1937, 1938, 1939, 1940, 1941, 1943, 1944, 1945, 1946, 1947, 1950, 1951, 1955, 1956, 1957, 1960, 1961, 1962, 1964, 1971, 1973, 1977, 1979, 1983, 1986, 1992, 1994, 1997, 2000, 2002, 2003, 2004, 2005, 2007, 2008, 2010, 2011, 2012, 2014, 2015, 2018, 2021, 2023 |
| Juventus          | 14     | 1966, 1969, 1975, 1976, 1978, 1980, 1981, 1982, 1984, 1989, 1990, 1995, 1996, 2009 |
| Independência     | 12     | 1954, 1958, 1959, 1963, 1970, 1972, 1974, 1985, 1988, 1993, 1998, 2024 |
| Atlético Acreano  | 9      | 1952, 1953, 1962, 1968, 1987, 1991, 2016, 2017, 2019 |
| Vasco da Gama     | 3      | 1965, 1999, 2001 |
| América           | 2      | 1948, 1949 |
| ADESG             | 1      | 2006 |
| Duque de Caxias   | 1      | 1942 |
| Galvez            | 1      | 2020 |
| Grêmio Sampaio    | 1      | 1967 |
| Humaitá           | 1      | 2022 |
| AA Militar        | 1      | 1930 |
| Plácido de Castro | 1      | 2013 |
| Ypiranga          | 1      | 1920 |